# Rudolf Altmann
Rudolf Altmann (* 5. September 1906 in Berlin; † 18. April 1945) war ein deutscher Polizist und Leiter des Polizeiamtes Gelsenkirchen.

## Werdegang

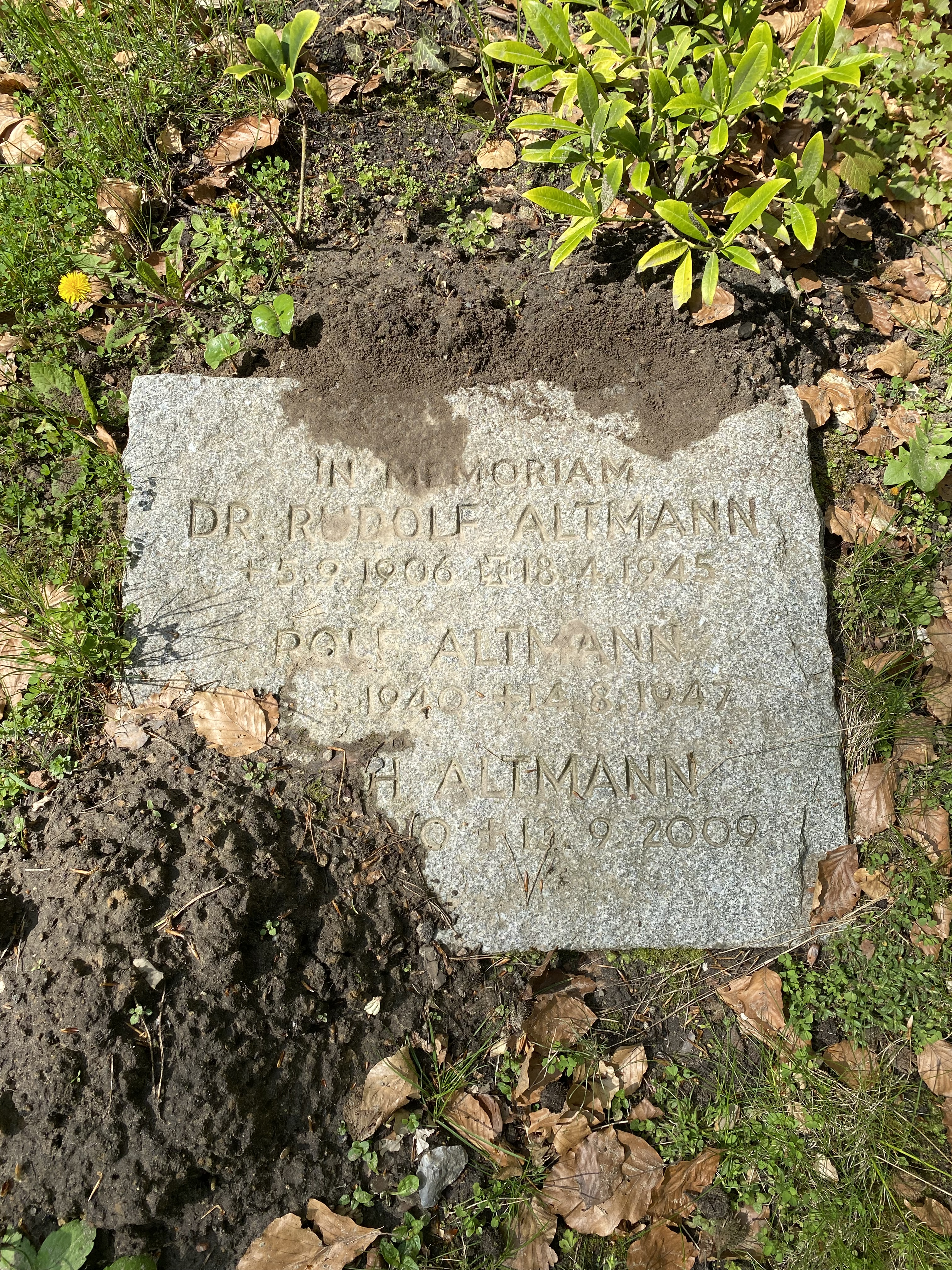
Erinnerungsstein auf dem Friedhof Bergedorf

Rudolf Altmann studierte nach dem Abitur im Jahre 1924 Rechtswissenschaften in Berlin und Marburg. Nach Tätigkeiten als Gerichtsreferendar und -assessor beim Kammergericht Berlin erhielt er eine Beschäftigung als Hilfsrichter beim Landgericht II in Berlin. Bevor er am 1. Juli 1935 als Assistent beim Landratsamt Itzehoe eingestellt wurde, fungierte er als Richter am Amtsgericht Rathenow und Storkow sowie als Anwalt in Liegnitz. Am 16. August 1934 promovierte er zum Dr. Jur. Im Juli 1936 wechselte Altmann zur Bezirksregierung Wiesbaden und wurde hier Polizeidezernent. Am 1. Mai 1938 übernahm er als Regierungsrat die Leitung des Polizeiamtes Gelsenkirchen. Altmann leistete Kriegsdienst und ist in der Endphase des Zweiten Weltkrieges als Oberleutnant der Wehrmacht gefallen.
Rudolf Altmann war Angehöriger des Großdeutschen Jugendbundes sowie von Dezember 1931 bis April 1932 des Freiheitsbundes der Hitler-Bewegung. Zum 1. Mai 1932 trat er in die NSDAP ein (Mitgliedsnummer 1.091.466) und war vom 8. Juli 1933 bis 1937 Mitglied der SA.
Auf dem Hamburger Friedhof Bergedorf erinnert ein Kissenstein an ihn.